# Wu Bangguo
Dans ce nom chinois, le nom de famille, Wu, précède le nom personnel.
Pour les articles homonymes, voir Wu.
Wu Bangguo (en chinois : 吴邦国), né le 22 juillet 1941 dans le district de Feidong (province de l'Anhui) et mort le 8 octobre 2024 à Pékin, est un homme politique chinois.
Il est de 2003 à sa mort, président du Comité permanent de l’Assemblée populaire nationale de la république populaire de Chine et numéro deux dans la hiérarchie du Comité permanent du bureau politique du Parti communiste chinois.
Il est précédemment vice-Premier ministre dans l’équipe du Premier ministre Zhu Rongji, mais sa relation instable avec ce dernier lui ôte toute chance de devenir chef de gouvernement.

## Biographie
De 1960 à 1967, Wu Bangguo est étudiant de l'université Qinghua. De 1967 à 1978, à l'usine de fabrication de tubes électroniques no 3 de Shanghaï, il occupe tour à tour les postes de chef de la section technique, de directeur adjoint, de secrétaire adjoint du comité du Parti communiste chinois de l'usine et enfin de directeur.
De 1978 à 1985, il est directeur adjoint de la compagnie de tubes électroniques de Shanghaï, membre du comité permanent du comité municipal du PCC et secrétaire du comité municipal du PCC chargé des sciences et technologies.
De 1985 à 1995, outre ses fonctions à Shanghaï, où il devient secrétaire du comité municipal du PCC, il est nommé membre du Bureau politique du Comité central du PCC et membre du Secrétariat général du PCC (14e Politburo, 15e, 16e et 17e).
De 1995 à 1997, en plus de ses fonctions de membre du Bureau politique du Comité central du PCC et de membre du Secrétariat général du PCC, il est élu vice-Premier ministre du Conseil des affaires de l'État de la république populaire de Chine.
De 1997 à 2002, il est membre du Bureau politique du Comité central du PCC et vice-Premier ministre du Conseil des affaires de l'État de la république populaire de Chine.
En 2002, il est élu membre du Comité permanent du Bureau politique du Comité central au 16e Congrès du PCC.

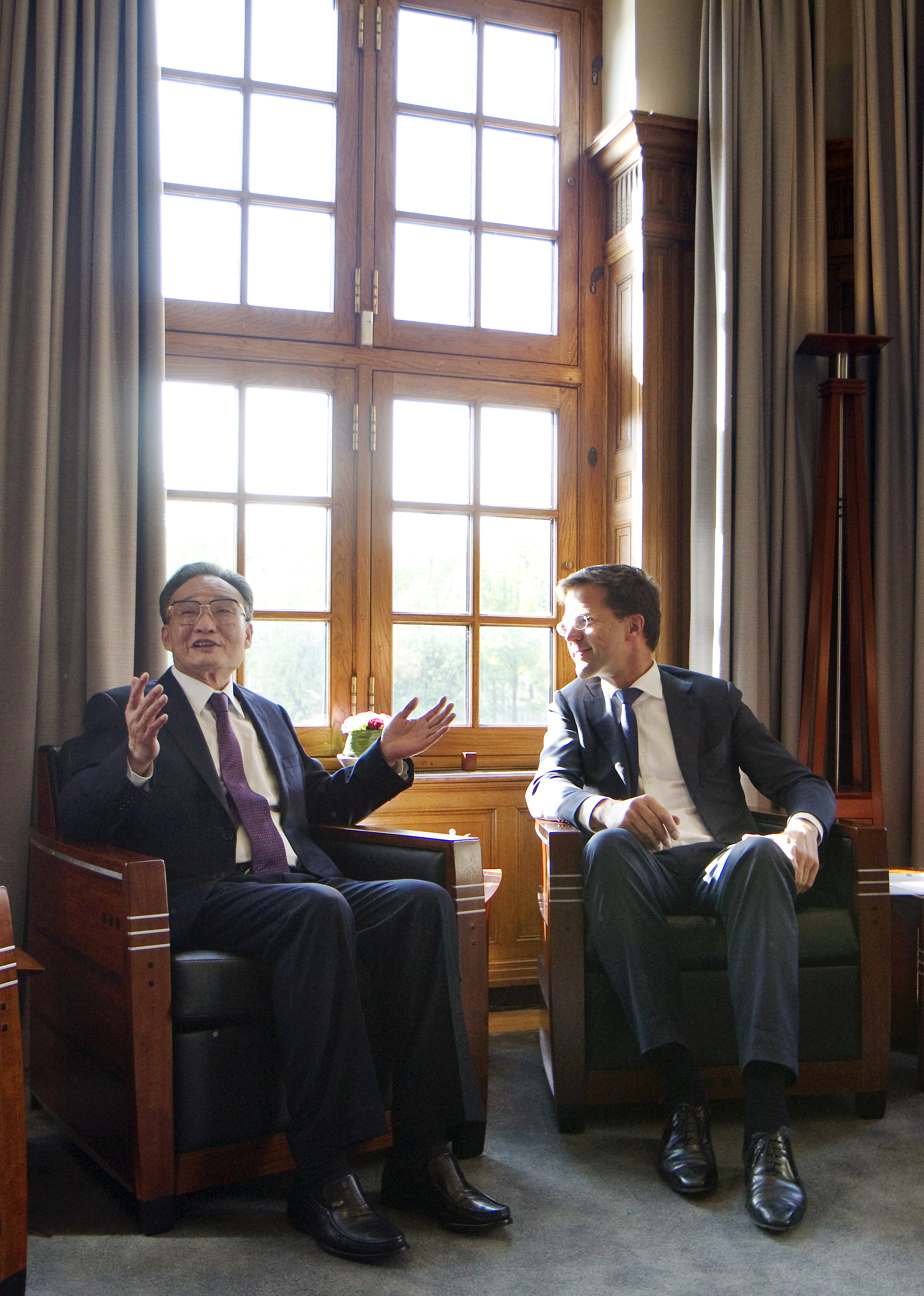
Wu Bangguo reçu par le Premier ministre des Pays-Bas Mark Rutte dans son bureau à La Haye en 2012.

En mars 2003, il est élu président du Comité permanent de l’Assemblée populaire nationale de Chine, poste qu'il conserve jusqu'en 2013.
Il est membre du 16e Comité central du PCC, du Bureau politique de ce Comité et du Comité permanent de ce Bureau politique.

### Famille
Wu Bangguo est marié à Zhang Ruizhen qui dirige la « Shanghai Feilo Acoustics », une entreprise chinoise cotée à la bourse.
Son frère Wu Bangjie dirige un  fonds d’investissements shanghaien « Shanghai Kaiwan Investment Management ».
Wilson Feng (ou Feng Shaodong), est le beau-fils de Wu Bangguo et dirige un fonds d’investissement, partenaire de la Banque industrielle et commerciale de Hong Kong.

## Distinctions
Grand cordon de l'ordre du Ouissam alaouite (2005),,.